# COUP-TFII
El factor de transcripción COUP2 (COUP-TFII), también conocido como NR2F2 (de sus siglas en inglés "Nuclear receptor subfamily 2, group F, member 2"), es una proteína codificada en humanos por el gen HGNC NR2F2 .
COUP-TFII juega un papel crucial en el control del desarrollo de un cierto número de tejidos y órganos incluido el corazón, los vasos sanguíneos, el músculo y los miembros. El receptor de glucocorticoides (GR) estimula la transactivación inducida por COUP-TFII, mientras que COUP-TFII reprime la actividad transcripcional de GR. COUP-TFII interacciona con GATA2 para inhibir la diferenciación de los adipocitos.

## Interacciones
La proteína COUP-TFII ha demostrado ser capaz de interaccionar con:
- HDAC1[7]
- Gen asociado a V-erbA[8]
- Lck[9]